# Ланчин (зупинний пункт)
Ла́нчин — пасажирський залізничний зупинний пункт Івано-Франківської дирекції Львівської залізниці неелектрифікованій лінії Коломия — Делятин між станціями Коломия (27 км) та Делятин (11 км). Розташований в однойменному селищі Надвірнянського району Івано-Франківської області.

## Пасажирське сполучення
На платформі Ланчин зупиняються приміські поїзди сполученням Коломия — Ділове.
Найближча станція Делятин, на якій є можливість здійснити пересадку на приміські поїзди у напрямку Івано-Франківська та пасажирські поїзди далекого сполучення у напрямку Львова, на станції Коломия — на поїзди у напрямку Чернівців, Городенки, Дніпра, Заліщиків, Запоріжжя, Львова, Києва, Одеси тощо.